# HD 4732
HD 4732，又名CD-24 345，SAO 166602、HR 228，是一颗鯨魚座的恒星，视星等为5.9，位于銀經113.36，銀緯-86.97，其B1900.0坐标为赤經0h 44m 18.2s，赤緯-24° -86.97′ 50″。